# دوغات
دوغات (به عربی: دوغات) یک منطقهٔ مسکونی در عراق است که در شهرستان تلکیف واقع شده‌است.